# Евреи Кубы

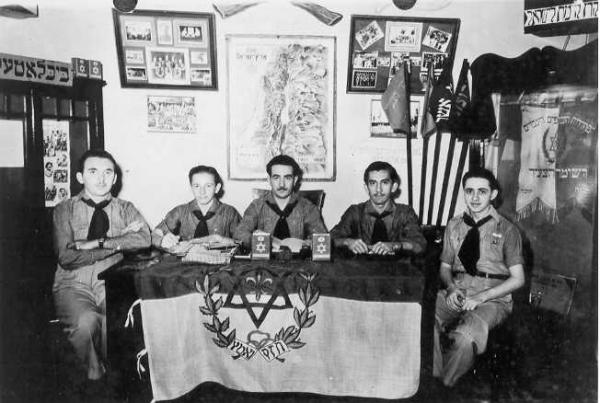
Группа евреев в Гаване (1940 год)

Евреи Кубы — небольшая часть еврейской общины. Нынешние кубинские евреи — в основном потомки переселенцев XIX—XX веков, которых привлекало отсутствие на острове антисемитизма. Установление социализма на Кубе привело к массовой эмиграции евреев из страны прежде всего по экономическим причинам. Точную численность кубинских евреев сегодня почти невозможно оценить — по некоторым данным в начале 2000-х годов на острове «чистых евреев» было 25 человек.

## Первые еврейские поселенцы (XVI—XVIII века)
Первым евреем, ступившим на кубинскую землю в 1492 году, был переводчик Х. Колумба марран Луис де Торрес:170. Среди испанских переселенцев на острове были также другие марраны. В 1654 году на Кубу переселились евреи, изгнанные португальцами из Бразилии, которые начали вести там оживлённую торговлю:170. Однако преследования со стороны инквизиции привели к исчезновению еврейской общины в начале XVIII века.

## Возрождение еврейской общины (конец XIX — середина XX веков)
Перед обретением независимости на Кубу начинают переселяться евреи с Антильских островов, но особенно большой приток был связан с установлением прочных связей острова и США. В 1904 году на Кубе основана первая синагога, а в 1906 году приобретён участок под первое еврейское кладбище:171. В 1914 году отдельную синагогу создали на острове сефарды. Среди кубинских евреев были в 1920-е годы заметны два политических течения: сионистское и коммунистическое. В 1920-е — 1930-е годы на острове действовал ряд еврейских организаций: «Американский еврейский объединённый комитет» (1922—1923 годы), Национальный совет еврейских женщин, Сионистский союз Кубы, Центральный еврейский комитет, Еврейская торговая палата. К концу 1930-х годов численность кубинских евреев оценивалась примерно в двадцать тысяч человек:172. Создание независимого Израиля привело к выезду евреев. Численность еврейской общины в 1959 году оценивается примерно в 12 тыс. человек (в том числе около 7 тыс. ашкеназы:172. Тем не менее, накануне революции еврейская община была очень заметна — в 1955 году даже открыли новую самую крупную на Кубе синагогу «Бет-Шалом»:173. А всего на острове к 1959 году было пять синагог.

## Кубинские евреи при режиме Фиделя Кастро
Революция была встречена кубинскими евреями позитивно. Один из кубинских евреев-революционеров Энрике Олтуски при Кастро даже стал министром по делам коммуникаций. Кроме него также были евреи среди повстанцев. Социалистический режим кубинских евреев не преследовал — об антисемитизме не было даже речи. Евреям разрешали готовить кошерную пищу, а по радио выходила еженедельная передача на идише, для иудеев устраивали лекции (например, на тему «Библия и еврейское влияние на жизнь и творчество Хосе Марти»). Но евреев выталкивали в эмиграцию чисто экономические причины — снижение уровня жизни. Массовый исход евреев с острова произошёл уже в первые годы правления социалистического режима. По данным Кубинской сионистской федерации в 1963 году на Кубе оставались только 2586 евреев (в основном, в Гаване):172. Впрочем власти Кубы первые годы не мешали репатриации в Израиль: перевозки осуществляла кубинская авиация, а уезжающие могли забрать все своё имущество. В 1973 году ситуация резко изменилась — были разорваны дипломатические отношения с Израилем и Куба переориентировалась на Движение неприсоединения. Это событие привело к прекращению массовой репатриации кубинских евреев. На Кубе начались антиизраильские кампании, а некоторые книги (например, Анны Франк и Башевис-Зингера) даже были запрещены:173. По некоторым оценкам, в 1989 году на Кубе оставалось около 900 евреев. Тем не менее, община оставалась заметной — в начале 1990-х годов действовали три синагоги.
В 1990-е годы вновь стала возможной еврейская эмиграция — через канадское посольство (чем воспользовались несколько сот человек). С 1991 года власти Кубы резко улучшили отношение в целом к религии и, в частности, к иудаизму: в 1995 году вновь была открыта синагога в Сантьяго-де-Куба (её здание с 1979 года использовалось под танцевальную студию), в 2005 году в гаванской синагоге «Адат Израэль» восстановили единственную в городе микву:175. При синагогах открылись воскресные школы, а в 1998 году Фидель Кастро посетил празднование хануки.